# NCQ
NCQ (англ. Native Command Queuing — апаратна установка черговості команд)  — технологія, що використовується в SATA-пристроях починаючи з SATA/300 для підвищення швидкодії. Пристрої з підтримкою NCQ здатні приймати декілька запитів одночасно та реорганізовувати порядок їх виконання для досягнення максимальної ефективності  (продуктивності) з урахуванням внутрішньої архітектури пристрою (мінімізуючи кількість переміщень головок та очікування потрібного сектора на треку). NCQ підвищує продуктивність завдань, пов'язаних з довільним читанням, обробкою даних від двох і більше джерел, одночасну роботу декількох програм. (Типове навантаження для сервера  — одночасне виконання запитів від декількох клієнтів). 
Абсолютно аналогічна можливість в SCSI називається tagged queue і була там принаймні з початку 1990-х, будучи одним з двох головних переваг SCSI перед ATA. 
Для використання переваг NCQ потрібні: 
- Жорсткий диск з підтримкоюNCQ (всі вироблені в останні роки)
- Досконаліший контролер, ніж старий PC/AT-сумісний — AHCI, або ж пропріетарний  — Promise, HighPoint, Silicon Image.
- Драйвер до цього контролеру

NCQ є другою спробою додати чергу команд в ATA-пристрої. Попередня спроба, TCQ (англ. Tagged Command Queueing), виявилася невдалою (на відміну від SCSI TCQ). 